# Where's Johnny?
"Where's Johnny?" je 55. epizoda HBO-ove televizijske serije Obitelj Soprano i treća u petoj sezoni serije. Napisao ju je Michael Caleo, režirao John Patterson, a originalno je emitirana 21. ožujka 2004.

## Radnja
Feech La Manna izazove nevolje za lokalnog vrtlara, Sala Vitroa koji je desetljećima kosio travu u četvrti koja postaje izvor sukoba. Feech ne mari za Vitrove dogovore i tvrdi kako njegov nećak, E. Gary La Manna, polaže pravo na to područje. Nakon što Vitro odbije poslušati, Feech se uvrijedi i napadne ga, slomivši mu ruku. Tony B., koji biva s njim, užasne se jer su obojica na uvjetnoj slobodi te povuče Feecha za sobom. Paulie od svoje tetke Mary, Salove mušterije, čuje da Sal više neće vrtlariti u četvrti jer je napadnut. Demencija Strica Juniora pogoršava se; gledajući Bez oduševljenja, molim, zamijeni Larryja Davida za sebe, a Jeffa Greenea za Bobbyja.
Tenzije u New Yorku porastu nakon što kamatarka Lorraine Calluzzo i njezin dečko Jason Evanina utjeraju kockarske dugove od barmena. U lokalu ih dočekuje trojac, među kojima su i Phil Leotardo i Joey Peeps. Phil sruši Lorraine na pod dok Joey obara Jasona. Već su dvaput upozorili Lorraine da će od sada odgovarati izravno Johnnyju Sacku. Lorraine odbije, rekavši kako je u isplaćivanju oduvijek bila vjerna Little Carmineu u Miamiju. Phil izvuče pištolj, a Lorraine se istog trenutka počne ispričavati. Phil uplaši Lorraine svezavši je i stavivši joj telefonski imenik na prsa impliciravši kako će ga iskoristiti kako bi prigušio pucanj. Phil zatim opuca, a metak prodire do polovice imenika, do slova "R". Phil je upozori, "sljedećg puta neće biti sljedećg puta".
Lorraine odlazi u New Jersey kako bi potražila savjet od Tonyja i Juniora. Zajedno s Angelom Garepeom, Lorraine i Jason se sastaju s Tonyjem i Juniorom u uredu odvjetnika Harolda Melvoina kako bi razgovarali o problemu s New Yorkom. Lorraine kaže Tonyju kako je uplašena te da Johnny sada želi da mu izravno šalje novac. Jason pokuša nešto dodati, ali Lorraine ga ušutka riječima "muškarci pričaju". Tony pokuša riješiti problem preporučivši da New York formira trijumvirat šefova: Johnny, Carmine i Angelo. Angelo inzistira da ne želi raditi sa svim nakupljenim stresom kako je već u polumirovini. Junior zatim dodaje, "Zašto ga slušaš? On nikad nije imao izgleda postati sveučilišni sportaš!" Tony se nasmije, rekavši kako Junior ne zna što govori.  
Paulie kasnije pokuša pomoći Salu da dobije natrag svoju četvrt. Paulie odlazi u pekarnicu u Feechovu vlasništvu kako bi razgovarao o situaciji. Kaže Feechu da je Sal kosio travu njegove tetke još od vremena kad je on tamo živio. Feech kaže kako nakon 20 godina u zatvoru ima pravo na zaradu, a Sal nije ni pod čijom paskom tako da ima puno pravo na njegovo protjerivanje. Paulie kaže kako boravak u zatvoru Feechu ne daje za pravo ni na što te da se dodatno cijeni izbjegavanje zatvora. Feech se razbjesni, rekavši kako je Pauliejevo Pauliejevo, a sve ostalo nije Pauliejeva briga. Nakon toga ga izbaci iz svoje pekarnice.
Tony pokušava izgladiti nesporazum s Artiejem Buccom, koji je još ljut zbog incidenta s pozajmicom. Artie ima problema s mjestom boravka, pa mu Tony ponudi jednu od soba u kući svoje majke, gdje je živio od svoje rastave od Carmele. Isprva nevoljko, Artie ubrzo pristane.
Tijekom nedjeljne večere kod Juniora, koju "sprema" Janice (uz pomoć dostave iz Nuovo Vesuvia), Junior ponavlja svoj komentar kako Tony nije "materijal za sportaša". Tony se ovaj put uvrijedi i počne braniti svoje sportske rezultate, podsjetivši Juniora kako se osjećao nakon takvih komentara u društvu rođakinja. Tony upozori Juniora da to više ne ponavlja. Nakon što stiže Barbara s obitelji, upita brata za sezonske NFL karte. Njihov razgovor o mogućem prvom izboru drafta navede Juniora da ponovi komentar. Iziritirani Tony se digne od stola i povede A.J.-a sa sobom. Junior se iskreno začudi zašto se Tony uzrujao. Janice zatim upita Juniora je li to bilo potrebno, što navede Juniora da nazove Tonyja "ljubičicom", ne shvaćajući zašto je Tony uzrujan. 
Kod Pauliejeve tetke, ona mu kaže kako je Sal po posljednji put kosio njezinu travu. Sal je morao otpustiti svoga španjolskog pomoćnika i povući sina s fakulteta kako bi mu pomogao s poslom jer si nije mogao priuštiti pomoć. 
Tony se iste večeri sastaje s Johnnyjem Sackom na Shea Stadiumu i kaže mu da mu se Lorraine obratila. Johnny prezire Lorraine (otkriva se kako su Tony i Lorraine prije mnogo vremena imali seksualnu vezu). Tony iznese ideju o podjeli moći, što Johnny odbaci s prezirom; Tony ubrzo odustaje od zamisli.
U međuvremenu, Junior odluta iz svojeg doma u kućnom ogrtaču, iskoristivši zaspalog Tommyja koji ga je trebao čuvati. Junior se odvozi do Avenije Bloomfield gdje je njegov brat, Johnny Boy, nekada držao okupljalište obitelji Soprano. Umjesto okupljališta pronalazi crkvenu fasadu. Jedan od starijih župljana podsjeća ga kako je to nekad bila talijanska četvrt. Junioru prilazi mladić i grubo mu kaže kako ondje nije poželjan te ga isprati iz crkve. Zbunjeni Junior ostavlja auto. Janice i Bobby preko telefona se svađaju što napraviti nakon što joj je on javio kako je Junior odlutao. Ona se želi obratiti Tonyju, ali on želi sam potražiti Juniora te joj kaže da dođe do Juniorove kuće u slučaju da se on vrati.  
Slušajući u autu audio izdanje Umijeća ratovanja, Paulie odlazi u četvrt svoje tetke i posjeti E. Garyja, koji u krošnji obrezuje stablo uz pomoć svoga brata Jimmyja. Paulie kaže Garyju da vrati područje Vitrou, što ovaj odbije, navevši Paulieja da Garyjeva brata odalami lopatom po glavi. Jimmy ispušta uže koje pridržava Garyja te ovaj pada sa stabla. Paulie zaprijeti Garyju, uzima njegovu kosilicu kao ratu isplate (i uzima mu gotovinu koju je imao kod sebe) i kaže mu kako on mora platiti Salove medicinske račune pa uzima nešto od njegova udjela.
Bobby javlja Tonyju kako je Junior nestao. Tony, još uvijek ljut zbog komentara o sportskim dosezima, kaže kako ne mari i dodaje da je Junior za njega mrtav.
Tony se još jednom pokuša sastati s Johnnyjem kako bi riješili krizu u New Yorku. Nakon što Christopher upadne u razgovor, Johnny ga podsjeća kako je nekada ostajao u autu, te da bi ondje vjerojatno trebao i biti. Tony kasnije u autu ukori Christophera i savjetuje mu da ubuduće otvori uši a začepi usta.
Adriana se sastaje s agenticom Sanseverino i objašnjava joj složene krvne i bračne veze u obitelji Soprano. Adriana upita koliko dugo još mora biti doušnica, a dobiva odgovor kako bi sve moglo potrajati do deset godina.  
Junior sjedi u parku na klupi, a prilazi mu beskućnica i sjedne do njega te mu ponudi seksualnu uslugu. On odbije, rekavši kako mora pronaći svoj auto. Kasnije ga pronalazi policija kako prelazi most u Newarku. Pokuša im pobjeći, ali se spotakne i ogrebe koljeno. Nakon što ga policajci upitaju za isprave, on zatraži odvjetnika. Kaže im da je on Corrado Soprano, a oni se samo podsmjehnu. Odvoze ga kući. Ondje Janice policiji daje Juniorove isprave. Zapanjeni policajci shvaćaju kako je ovaj govorio istinu. Junior opsuje, "Poseri se u kapu". Događaj zabrine Janice i Bobbyja da Junior postaje sve manje svjestan svoje okoline, vjerojatno zbog rane faze Alzheimerove bolesti. 
Janice i Bobby odlaze u Livijinu kuću kako bi rekli Tonyju za situaciju s Juniorom. Postaje očito da se Artie uselio. Tony kaže da ga nije briga za Juniora te ponavlja da je Junior za njega mrtav. Tony i Janice počnu se svađati, izvukavši neke stare rane. Tony je podsjeća na ljude kojima je pokušavala "pomoći" u prošlosti, kad je zapravo pomagala sama sebi. Tony spominje njezinu narkomansku naviku i njezin život na cesti, da je "pušila" tehničarima. Bobby ostaje šokiran. Janice kaže da su optužbe laž i ošamari Tonyja. Tony je pokuša zadaviti, a svađa prerasta u fizički sukob. Bobby i Artie pokušaju ih zaustaviti, pri čemu Artie nehotice dobiva laktom u oko od Janice. Janice pobjegne iz kuće plačući.
Paulie i Feech se sastaju s Tonyjem, koji preuđuje da će Sal i Gary dobiti po pola teritorija. Sal biva razočaran odlukom, ali mu Paulie kaže kako bi trebao biti zahvalan jer je dobio i toliko. Zatim dodaje da će pružati besplatne usluge "nekim njihovim prijateljima", uključujući Tonyja i Johnnyja Sacka. 
Nakon što je na golf igralištu naletio na Juniorova neurologa, Tony shvaća kako bi Juniorovi komentari mogli biti posljedica njegovih infarkta, manjih moždanih udara koji izazivaju traumu mozga. Osjetivši se krivim, Tony posjećuje strica kako bi se pomirio, a preporučuje mu da uzima lijekove koji će mu pomoći s gubitkom pamćenja. Otkriva da mu se Feech požalio zbog Tonyjeve presude. Tony se uzruja što je ovaj otišao Junioru, ali ga stric podsjeća da je on još uvijek šef obitelji unatoč dogovorima. Tony ga upita zašto uvijek ponavlja zločeste stvari i nekad ne kaže nešto lijepo. Kad Tony upita Juniora voli li ga, Junior ne odvraća, samo počne prigušeno jecati.

## Glavni glumci
- James Gandolfini kao Tony Soprano
- Lorraine Bracco kao dr. Jennifer Melfi *
- Edie Falco kao Carmela Soprano *
- Michael Imperioli kao Christopher Moltisanti
- Dominic Chianese kao Corrado Soprano, Jr.
- Steven Van Zandt kao Silvio Dante *
- Tony Sirico kao Paulie Gualtieri
- Robert Iler kao A.J. Soprano
- Jamie-Lynn Sigler kao Meadow Soprano *
- Aida Turturro kao Janice Soprano
- Drea de Matteo kao Adriana La Cerva
- Steve Schirripa kao Bobby Baccalieri
- John Ventimiglia kao Artie Bucco
- Kathrine Narducci kao Charmaine Bucco
- Vince Curatola kao Johnny Sack
- Steve Buscemi kao Tony Blundetto

* samo potpis

### Gostujući glumci
| - Silverio Avellino kao Paul Vitro - Chris Caldovino kao Billy Leotardo - Michael Cavalieri kao E. Gary La Manna - Madison Connolly kao Alyssa Giglione - Miryam Coppersmith kao Sophia Baccalieri - Patti D'Arbanville kao Lorraine Calluzzo - Anthony Desio kao Jimmy La Manna - Dean Edwards kao Charles - Allen Enlow kao dr. Harry Winer - Frances Ensemplare kao Nucci Gualtieri - Hilda Evans kao Wanda - Frank Fortunato kao Jason Evanina - Robert Funaro kao Eugene Pontecorvo - Joseph R. Gannascoli kao Vito Spatafore - Anna-Maria Gottfried kao tetka Mary - Dan Grimaldi kao Patsy Parisi - Rich Hebert kao Dan MacDonald - Michael Isaiah Johnson kao Shabazz | - DeVone Lawson Jr. kao policajac #2 - Robert Loggia kao Feech La Manna - Joe Maruzzo kao Joe Peeps - Angelo Massagli kao Bobby Baccalieri Jr. - Louis Mustillo kao Sal Vitro - George T. Odom kao Nelson - Anthony Piccolo kao Stephanie Giglione - Richard Portnow kao Harold Melvoin - Bill Rowe kao Curtis - Frank Santorelli kao Georgie - Joe Santos kao Angelo Garepe - Ed Setrakian kao Tommy - Ed Vassalo kao Tom Giglione - Danielle Di Vecchio kao Barbara Soprano Giglione - Frank Vincent kao Phil Leotardo - Myk Watford kao policajac #1 - Karen Young kao agentica Sanseverino |

## Prva pojavljivanja
- Sal Vitro: vrtlar kojem Paulie pomaže.
- Billy Leotardo: vojnik u obitelji Lupertazzi i Philov mlađi brat. Zajedno s Joeyjem Peepsom i Philom, podržava Johnnyja Sacka da naslijedi Carminea kao šef njujorške obitelji.

## Naslovna referenca
- Zbunjen i pateći od demencije, Stric Junior upita gdje se nalazi njegov mlađi brat, Johnny Boy.
- Naslov bi se mogao odnositi i na sukob Johnnyja Sacka i Little Carminea, u kojem Tony sugerira gdje bi se Johnny trebao nalaziti u odnosu na Carminea.

## Reference na prijašnje epizode
- Paulie u svojem autu sluša audioknjigu Umijeće ratovanja Sun Cua. Pauliejevo zanimanje za Sun Cua pojavilo se u prethodnoj epizodi, "Rat Pack".

## Glazba
- Tijekom odjavne špice svira "Earth, Wind, Water" Mitcha Coodleyja.
- Kad se Paulie posvađa sa Salom Vitrom, u lokalu svira "Let Your Love Flow" The Bellamy Brothersa.

## Vanjske poveznice
- Where's Johnny? u internetskoj bazi filmova IMDb-a